# أليكس كاستيلانوس
أليكس كاستيلانوس (بالإنجليزية: Alex Castellanos) هو لاعب كرة قاعدة أمريكي، ولد في 4 أغسطس 1986 في ميامي في الولايات المتحدة.

## وصلات خارجية
- أليكس كاستيلانوس على موقع دوري كرة القاعدة الرئيسي (الإنجليزية)
- أليكس كاستيلانوس على موقع الدوري الياباني لكرة القاعدة (الإنجليزية)
- أليكس كاستيلانوس على موقعبيزبول رفرنس.كوم (الدوري الرئيسي) (الإنجليزية)
- أليكس كاستيلانوس على موقعبيزبول رفرنس.كوم (الدوري الثانوي) (الإنجليزية)
- أليكس كاستيلانوس على موقع إي إس بي إن.كوم (أم.أل.بي) (الإنجليزية)
- أليكس كاستيلانوس على موقع مشجعي الرسوم البيانية (الإنجليزية)